# تری لاوجوی
تری لاوجوی (انگلیسی: Terry Lovejoy؛ زادهٔ ۲۰ نوامبر ۱۹۶۶) یک ستاره‌شناس اهل استرالیا است. تاکنون تعداد زیادی دنباله دار به وسیله وی کشف شده است که از جمله آن‌ها سی/۲۰۱۴ کیو۲ (لاوجوی) است که در سال ۲۰۱۴ میلادی کشف شد.